# Miroslav Richter (moravský politik)
Miroslav Richter (8. září 1951 Žatčany – 16. února 2017 Žatčany) byl právník, zakládající Moravské občanské hnutí.

## Život a kariéra
Po absolvování základní školy se vyučil mechanikem organizační a výpočetní techniky u Kancelářských strojů. Zde působil do roku 1975, kdy nastoupil na denní studium na právnické fakultě Univerzity Jana Evangelisty Purkyně v Brně. Po skončení studia v r. 1979 složil v r. 1980 rigorózní zkoušky na katedře dějin státu a práva PF UJEP. V r. 1981 úspěšně absolvoval konkursní řízení na místo externího vědeckého aspiranta na PF, ale na základě rozhodnutí KV KSČ nesměl v aspirantuře pokračovat. Jeho tehdy "nekonformní názory a činnost" byly příčinou toho, že nesměl působit na PF a bylo mu zrušeno čekatelství u Krajského soudu v Brně. Po 3 měsících bez zaměstnání byl přijat jako podnikový právník u Obvodního podniku bytového hospodářství v Brně IV. Tento pracovní poměr musel ukončit a od roku 1981 do května 1990 postupně pracoval jako podnikový právník v Jihomoravských uhelných skladech, Okresním stavebním podniku Brno-venkov a ve společnosti ELLAB Brno.
Od prosince 1989 do března 1990 byl pověřen vedením týmu odborníků zpracovávajících návrh nového státoprávního uspořádání ČSFR. V r. 1990 se také podílel na práci odborné komise zřízené při vládě České republiky připravující návrh zemského uspořádání, kde pracoval v ústavně právní sekci. Jako jeden z čelných představitelů moravské politické scény vedl v období prosinec 1989-červen 1991 řadu jednání o budoucím státoprávním uspořádání a ústavním vývoji státu s prezidentem ČSFR, představiteli FS, ČNR, SNR, vlády ČSFR, ČR, SR. Z jeho podnětu byly uskutečněny tzv. kulaté stoly politických stran, které přispěly k upřesnění názorů na otázky státoprávního řešení postavení Moravy a československé části Slezska v ČSFR.
V roce 1996 neúspěšně kandidoval v senátních volbách v senátním obvodu číslo 55.

## Společenství svatého Gorazda a druhů – Živé dědictví
V dob normalizace spolupracoval s podzemní církví. Shromažďoval kolem sebe mladé lidi a vytvořil Společenství svatého Gorazda a druhů – Živé dědictví, které se hlásilo k duchovním kořenům cyrilometodějství V této činnosti pokračoval i po listopadu 1989, mj. pořádal vždy koncem července na Hoře sv. Klimenta ve Chřibech Gorazdovy dny.